# Ctenotus xenopleura
Ctenotus xenopleura este o specie de șopârle din genul Ctenotus, familia Scincidae, descrisă de Storr 1981. Conform Catalogue of Life specia Ctenotus xenopleura nu are subspecii cunoscute.